# Беш-Таш (природный парк)
Беш-Таш — природный парк, расположенный в Таласской долине, в центральной части северного склона таласского Ала-Тоо, южнее города Талас. Включает в себя ущелья Беш-Таш, Колба, Кумуш-Таг и Урмарал.

## История
Природный парк организован в целях сохранения уникальных природных комплексов и биологического разнообразия Северо-Западного Кыргызстана.
Первое упоминание об этом парке относится к 1996 году, когда в Таласской области была открыта новая природоохранная зона.

## Территория
По состоянию на сегодняшний день общая площадь парка превышает 30 тысяч гектаров. Территория парка простирается почти на тридцать километров вдоль течения одноимённой реки. Высота заповедника колеблется от 1100 до 3500 метров над уровнем моря. Парк вытянут на 30 километров вверх по течению реки Беш-Таш. Изначально территория заповедника занимала чуть меньше 13 га земли, затем Беш-Таш увеличился ещё на 19,5 га. Таким образом, сегодня парковые просторы занимают почти 32,5 га полезной площади.

## Этимология
Беш-Таш, в переводе с киргизского означает «Пять камней». Такое специфическое название было дано заповеднику из-за установленных в ущелье Беш-Таш пяти камней, стоящих там по сей день. С ними связана легенда о пяти разбойниках, превратившихся в эти самые камни из-за своих злодеяний
По легенде, когда-то очень давно у одного человека было пятеро сыновей, но все они не слушались своих родителей, когда они выросли, они убежали из отчего дома, оставив престарелых отца и мать. Очень долго родители искали своих детей. А в это время в деревне разрастался слух о том, что неподалеку в горах появились настоящие разбойники, которые грабили всех и молодых и старых и здоровых и больных. Однажды к старику пришли люди и сказали, что это могли быть его сыновья. Горю старика и старухи не было предела. Не могли они воспитать таких жестоких детей. Но все же они решили удостовериться и пошли туда, где по рассказам сельчан, обитали разбойники. Шли они долго вдоль отвесных скал и вдруг, на маленькой тропинке на старика напал человек. Он хотел было ударить старика и тут мать узнала в разбойнике своего сына, по родинке на его ухе. Как только она вскричала: «Мендибек! Не трогай своего отца, будь ты проклят!», разбойник на минуту растерялся и кинулся в бега. Вслед ему старик в отчаянии прокричал: «Ты, мой родной сын, поднял на меня руку. Я проклинаю тебя и твоих братьев!». Как только эти слова были сказаны, братья разбойники разбежались по разным сторонам, однако не успели вскочить на своих коней, как застыли и превратились в камней. С тех пор это ущелье называется «Беш-Таш».

## Флора и фауна
Здесь произрастает 800 видов представителей растительного мира: 20 видов редких деревьев и более 40 видов кустарников. В основном из деревьев в заповеднике растут ель, сосна, пихта, нехарактерная для Средней Азии берёза, вяз, осина, тополь, ива и другие редкие виды деревьев. Более 11 видов растений занесены в Красную Книгу, среди них персидская рябина и пихта Семёнова. Из животных и птиц встречаются: косуля, лисица, куница, горностай, каменная куропатка, снежный барс, рысь туркестанская, кумай, балобан, бородач и др. В реке Беш-Таш обитает радужная форель.
В 2022 году на территорию природного заповедника «Беш-Таш» привезли из Республики Алтай (Россия) 35 маралов.

## Озёра
Парк известен природным водоёмом — озером Беш-Таш, располагающимся в одноимённом ущелье. Среднее расстояние от поверхности воды до дна составляет 28 метров. Известно это озеро своей прозрачностью и чистотой, а ещё уникальной цветовой гаммой водной глади. Беш-Таш — самое большое озеро Беш-Ташского заповедника; всего же в составе заповедника насчитывается 8 озёр.